# Callitula grotiusi
Callitula grotiusi är en stekelart som först beskrevs av Girault 1913.  Callitula grotiusi ingår i släktet Callitula och familjen puppglanssteklar. Inga underarter finns listade.